# Jurang (Gebog)
Jurang is een bestuurslaag in het regentschap Kudus van de provincie Midden-Java, Indonesië. Jurang telt 7502 inwoners (volkstelling 2010).